# Valle Central

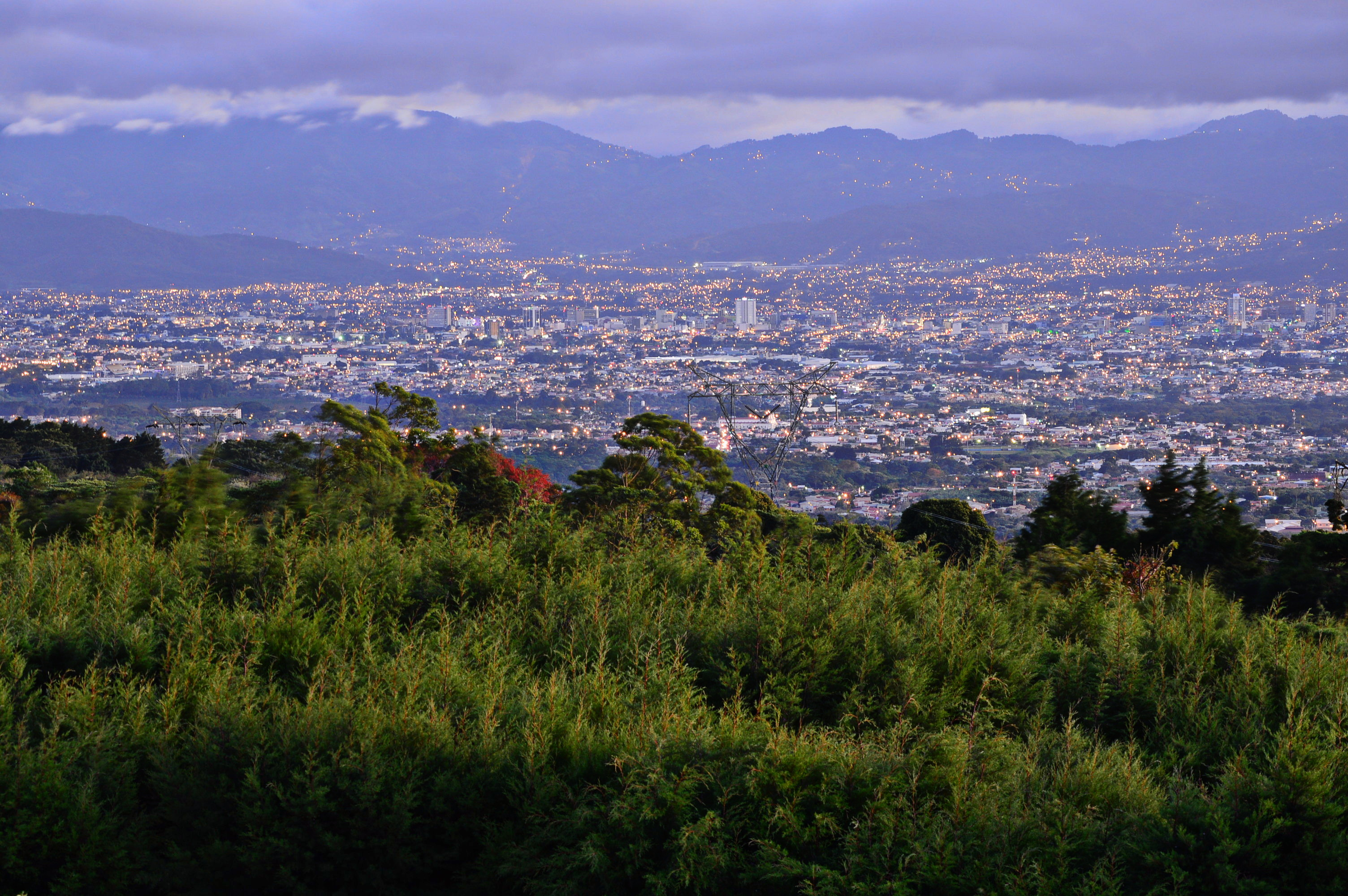
Valle Central

De Valle Central (Spaans voor Centrale Vallei) is een plateau en geografische regio in centraal Costa Rica. Het land in de vallei is vrijwel vlak, ondanks dat het wordt omgeven door een aantal bergen en vulkanen, waaronder die van de Cordillera Central.
In de regio woont bijna driekwart van de totale bevolking van Costa Rica. Tevens is hier de hoofdstad, San José, gevestigd. De vallei ligt verdeeld over de provincies Alajuela, Heredia, San José en Cartago. Het totale oppervlak van de regio is 11.366 km², meer dan een vijfde van het hele land.

## Geografische dimensies
De vallei wordt doorgaans omschreven als de regio die zich uitstrekt van San Ramón in Alajuela naar Paraíso in Cartago. In de bergketen aan de noordzijde bevinden zich vier vulkanen van de Central Range, te weten de Poás, Barva, Irazú en Turrialba. De bergen aan de zuidzijde zijn deel van de Cordillera de Talamanca, maar zijn minder hoog dan de bergen aan de noordzijde. De vallei wordt van noord naar zuid in tweeën gedeeld door een minder belangrijke bergketen genaamd de Cerros de la Carpintera, welke van sterke invloed is op het weer en ecosysteem in de regio.

## Klimaat
Vanwege de hoogte is de temperatuur in de vallei vrijwel het hele jaar door tussen de 15 en 30 graden Celsius. De temperatuurverschillen worden vooral veroorzaakt door de positie van de vallei ten opzichte van de bergen. De hoogte varieert van 800 tot 1500 meter boven zeeniveau. Het westelijke gedeelte van de vallei wordt in de zomer beïnvloed door de passaat. Net als de rest van het Carribisch gebied kent de vallei een droog- en een nat seizoen. De oostkant van de vallei wordt meer beïnvloed door de weersomstandigheden uit het Caraïbisch gebied. De neerslag varieert van 1900 millimeter per jaar in de stedelijke gebieden tot 3200 millimeter per jaar in de bergstreken. De luchtvochtigheid is gemiddeld 75% in Pavas tot 87% in Fraijanes.

## Economisch belang
De Valle Central is al eeuwenlang de favoriete plek van de Costa Ricanen om te wonen. Zelfs vandaag de dag is het gebied van groot economische belang voor het land. Vooral de vruchtbare grond in het gebied maakt het tot een geliefde plek bij de bevolking. Ook het weer is er geschikt voor landbouw. De belangrijkste landbouwproducten zijn aardappelen, cassave en chayote.